# Zsupinyászuvölgy
Zsupinyászuvölgy románul: Peștera, település Romániában, Erdélyben, Hunyad megyében.

## Fekvése
Petrozsény (Petroşani) mellett fekvő település.

## Története
Korábban Petrozsény (Petroşani) része volt. 1956-ban a várost alkotó településként adatai Petrozsényhoz (Petroşani) voltak
számítva.
1910-ben 103 lakosából 87 román, 10 magyar volt. 1966-ban 378 lakosából 335 román, 42 magyar volt. 1977-ben 147 lakosa volt, melyből 144 román, 3 magyar volt.
Az 1992-es népszámlálási adatok szerint 123 lakosából 116 román, 2 magyar volt.
A 2002-ben végzett népszámláláskor 102 lakosából 101 román, 1 magyar volt.